# Sport Vaasa
Le Sport Vaasa est un club de hockey sur glace de Vaasa en Finlande. Il évolue en Liiga, le premier échelon finlandais.

## Historique
Le club est créé en 1938.

## Palmarès
- Mestis : 2009, 2011, 2012.